# Young Money
Young Money er en hiphop- og -R&B-gruppe fra USA.
Young Money består bl.a. af Lil Wayne, Lil Chuckee, T-Streetz, Lil Twist, Tyga, Jae Millz, Gudda Gudda, Shanell Woodgett, Nicki Minaj, Drake, Mack Maine, Cory Gunz, Christina Milian, Shyne, Kevin Gates, Short Dawg og Torion.
| Musikgruppe | Spire Denne artikel om en amerikansk musikgruppe er en spire som bør udbygges. Du er velkommen til at hjælpe Wikipedia ved at udvide den. |